# Señorío de Haifa
El señorío de Haifa (que los cruzados llamaban Caifas) fue un vasallo del principado de Galilea, que a su vez, era un vasallo del reino cruzado de Jerusalén.
Fue en parte un señorío eclesiástico gobernado por los arzobispos de Nazaret y en parte constituida con otros territorios del principado de Galilea, tenía su sede en la ciudad de Haifa, y comprendía el monte Carmelo, la llanura costera y el valle de Zabulón.

## Historia
La ciudad de Haifa fue sitiada, ya sea por mar o por tierra, en el verano de 1100 por los cruzados que, después de la conquista de Jerusalén, volvieron su atención a los puertos de la costa que asegurar las comunicaciones con Europa. Sin embargo encontraron una fuerte resistencia por parte de los residentes, especialmente los judíos, hasta el punto de que fue necesario un mes de asedio y refuerzos dirigidos por Tancredo para reducir la ciudad. Los vencedores masacraron o expulsaron a los habitantes y destruyeron las fortificaciones y astilleros, poniendo fin a un período de prosperidad derivado del comercio y la producción de vidrio y colores extraídos de caracoles marinos. 
Durante la dominación cruzada se construyó una fortaleza llamada Castellum Cayphae, Haifa fue repoblada poco a poco, especialmente de musulmanes, convirtiéndose en el segundo puerto después de Acre.
La ciudad fue destruida y arrasada por Saladino, después de su victoria en Hattin en 1187, Ricardo Corazón de León la reconquistó cuatro años después y Luis IX de Francia la reconstruyó y fortificó en 1250/51.
En 1265 fue conquistada y destruida en gran parte por los mamelucos de Baibars.

## Señores de Haifa
- Valdemar Carpenel (1099)
- Tancredo (1100-1101)
- Valdemar Carpenel (1101)
- Rohard I Carpenel (1101-1107)
- Payen I Carpenel (1107-1109)
- Tancredo (1109-1112)
- dominio real (1112-1138)
- Viviano Carpenel (1138-1165)
- dominio real (1165-1190)
- Payen II Carpenel (1190-1198)
- Rohard II Carpenel (1198-1244)
- Helvis Carpenel (1244-1264)
  - Godofredo I de Poulain (alrededor de 1250)
  - García Álvarez (alrededor de 1250)
  - Juan de Valenciennes (alrededor de 1257-1264)
- Gilles I de Poulain (1264-1270)
- Godofredo II de Poulain (titular 1270-1279)
- Gilles II de Poulain (titular 1279-1289)
- Juan de Valenciennes II (titular alrededor de 1310)